# Kopenhagener Psalter

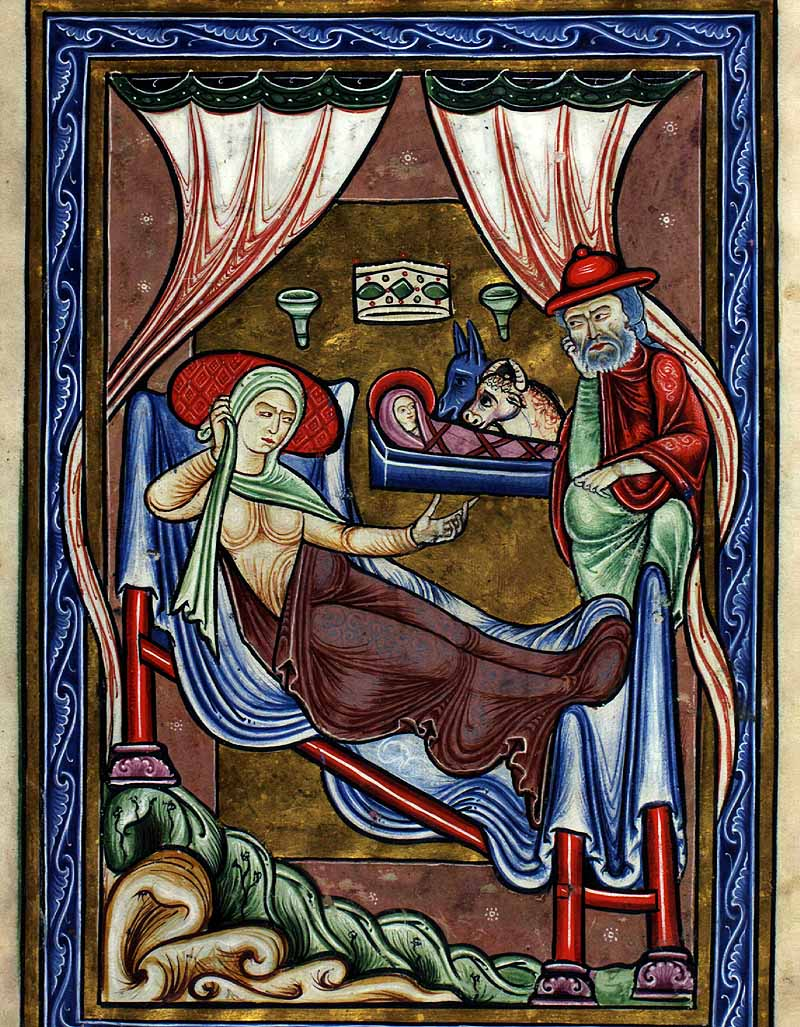
Geburtsszene mit der Krippe von Bethlehem. Kopenhagener Psalter: Folio 9v

Der Kopenhagener Psalter  (auch Folkungepsaltere)  ist ein Meisterwerk der Buchkunst im Europa des späten 12. Jahrhunderts; er enthält im Wesentlichen das Buch der Psalmen in lateinischer Sprache. Vermutlich wurde der Kodex als Lese- und Andachtsbuch für einen königlichen Prinzen hergestellt.

## Beschreibung
Der Kodex hat 199 Seiten im Folioformat, das ist die Größe eines halben Bogens (Zeichen: 2°). Der lateinische Text ist beidseitig auf Pergament-Blätter kalligrafiert.
Den Psalmen König Davids vorgesetzt, die jeweils von kunstvoll gestalteten Initialen eingeleitet sind, bietet der Band einen Kalender (Folio 2 bis F 7v), sechzehn ganzseitige Illuminationen auf goldenem Hintergrund (F 8r bis F 15v) sowie eine Widmung in Gebetsform („Suscipe[re] digneris“, F 16v). Den Psalter beschließt eine Sammlung von sieben Gebeten um die Gnade Gottes, Vergebung der Sünden und um angstfreien Frieden (F 193v – F 194r).
Außerdem enthält eine Seite die Buchstaben des (lateinischen) Alphabets einschließlich der gebräuchlichsten Abbreviaturen. Darauf folgen, wie in einer Fibel, als erste Leseübungen das „Vater unser“ als das christliche Hauptgebet und das christliche Glaubensbekenntnis, schließlich eine Litanei. Diese Indizien und die prächtige Gestaltung legen nahe, dass der Kodex als frommes Lehr- und Lesebuch für einen jugendlichen Prinzen diente.

## Geschichte des Kodex
Vergleiche mit anderen Manuskripten, besonders mit dem Hunterian Psalter, der um 1170 in York hergestellt wurde, verweisen auf in England tätige Künstler. Die Namen der Heiligen, deren Gedenktage im Kalender angegeben und teilweise durch farbige Schrift besonders hervorgehoben sind, machen es wahrscheinlich, dass der Kodex in Nordengland (in Lincoln, York oder Durham) entstand. Die Aufnahme von Augustinus von Hippo und König Oswald von Northumbrien, Patron der englischen Augustiner-Chorherren, lässt auf eine Entstehung im Umfeld dieses Ordens schließen. Einen Hinweis auf die Datierung gibt die Tatsache, dass – wie im Hunterian Psalter – der Name des populären englischen Heiligen Thomas Beckett im Kalender und in der Litanei fehlt. Beckett wurde am 29. Dezember 1170 ermordet und bereits 1173 heiliggesprochen. Der Kodex wäre demnach vorher entstanden.
Der Text wurde in der hochmittelalterlichen Textura geschrieben; die erstaunlich gleichmäßige Ausführung spricht für einen einzigen Schreiber. Die künstlerische Gestaltung ist jedoch vier Illuminatoren zu danken. Ein erster Künstler dekorierte die Pergamenten-Lage ii, die Folio 8 bis Folio 15 umfasst, sowie die Lagen x–xv (F 72 – F 119), ein zweiter Künstler die Lage i (F 1 – F 7) sowie Lagen iii–ix (F 16 – F 71), ein dritter Künstler die Lagen xvi–xviii (F 120 – F 143). Beim vierten Künstler handelte es sich um den Simon Master, einen der berühmtesten Illuminatoren des 12. Jahrhunderts, der in Paris und später in der bedeutenden Abtei von St Albans in Südengland lebte. Ihm werden etliche Manuskripte zugeschrieben, die zwischen 1150 und 1180 entstanden. Im Kopenhagener Psalter gestaltete er die Lagen xix–xxiv (F 144 – F 191).
Auftraggeber und Entstehungszeit des Psalters können nach Patricia Stirnemann noch weiter eingegrenzt werden: Im Zusammenhang mit der Überführung der Gebeine seines heiliggesprochenen Vaters Knud Lavard in die neu erbaute Vor Frues og Hellig Knud Martyrs Kirke, die heutige St.-Bendts-Kirche in Ringsted, ließ König Waldemar I. seinen ältesten, höchstens achtjährigen Sohn Knut am 25. Juni 1170 zum Mitkönig krönen. Es sei naheliegend, „dass die Handschrift für die Feierlichkeiten in der Abtei von Ringsted angefertigt wurde.“ Der Bischof, der die Krönung vornahm, war Eskil von Lund, der zuvor mehrere Jahre im Kloster Clairvaux verbracht hatte und von dort über Kontakte zu den Künstlern verfügte, bei denen er möglicherweise den Kodex in Auftrag gab. Der Prinz, der diesen Kodex wahrscheinlich zu seiner Krönung erhielt, regierte von 1182 bis zu seinem Tod 1202 als alleiniger König Knut VI. über Dänemark. Auch für seine Schwester Ingeborg wurde ein kostbares Andachtsbuch geschaffen, der sogenannte Ingeborg-Psalter.
Auf einen anderen Besitzer/Auftraggeber des Psalters schließt Christopher Norton aus dem auf der ersten Seite des Buches (F 1r) eingetragenen Reliquiarium, einem Verzeichnis von Reliquien. Dieses enthält als letztes den heiligen Erzbischof Thomas Beckett („san[c]to Thoma archiep[iscop]o“) und lässt sich damit auf die Zeit nach 1173 datieren. Der Name des Besitzers dieser Reliquien und ihr Aufbewahrungsort wurde später unlesbar gemacht, nur noch die Buchstaben dns für Dominus (Herr) sind  zu erkennen. Aufgrund des Vergleichs mit dem Reliquienbestand des Nidarosdom in Trondheim vermutet Norton, der norwegische König Magnus V. (1161–1184) sei Besitzer von Buch und Reliquien gewesen. Letzterer war 1156 geboren worden und wäre bei einer angenommenen Entstehungszeit des Kodexes kurz vor 1170 durchaus im richtigen Alter für die Leselernübungen gewesen. Christopher de Hamel dagegen entzifferte den Namen des Besitzers der Reliquien als „uualdemarus“, also den oben genannten König Waldemar I. Aus dem restlichen Text meinte er die Ortsbezeichnung „apud rinsta[dius]“ entnehmen zu können. Demnach handele es sich also um die Reliquiensammlung der St.-Bendts-Kirche in Ringsted. Gegen diese Deutung spricht, dass in der Auflistung der Reliquien ausgerechnet Knud Lavard fehlt, dessen Reliquien 1170 in ebendiese Kirche überführt worden waren, allerdings als Patroziniumsheiliger in einem gesonderten Schrein.
Der kostbare Handschriften-Kodex mit den Psalmen sei laut Hamel in der königlichen Familie weitergegeben worden und verdanke seine heutige Gestalt der ehemaligen dänischen Königin Mechthild von Holstein († 1288). Er nimmt an, dass Mechthild das Gebet „Suscipe[re] digneris“ verfasst habe. Darin erscheint nämlich eine Fürbitte für einen hohen schwedischen Adligen (lateinisch Dux, schwedisch Jarl) namens Birger. Diesen identifizierte de Hamel als Birger Jarl, mit dem Mechthild in zweiter Ehe verbunden war und der 1266 starb. Dass sich der Kopenhagener Psalter in Mechthilds Besitz befunden hat, belege auch ein nachträglicher Eintrag auf der Kalenderseite des Mai: Dort ist am 27. des Monats in kleiner Schrift nachträglich eingefügt, Erik, Herzog von Jütland und Sohn von Mechthild und ihrem ersten Mann Abel, der 1250–1252 über Dänemark geherrscht hatte, sei im Jahr 1272 gestorben.
Das Schicksal des Buchs in den folgenden vier Jahrhunderten ist weitgehend unbekannt. Hamel nimmt an, dass die zweimal verwitwete Mechthild es einem Nonnenkloster überließ. Johann Henrich von Seelen, der 1737 eine erste Beschreibung des Handschriften-Bandes verfasste, nannte als ersten ihm bekannten Besitzer Rudolf Capell (1635–1684), Professor für Griechisch und Hebräisch am Akademischen Gymnasium in Hamburg. Der dänische Handschriftenexperte Erik Petersen vermutet, dass Capell das Buch aus dem nach dem Dreißigjährigen Krieg sich in Auflösung befindlichen Altkloster in Buxtehude erwarb. Capell schrieb die Nummern der Psalmen neben die entsprechenden Texte und hinterließ einige Notizen. Von Capells Sohn erwarb Michael Richey (1678–1761) den Kodex, der ihn dem dänischen Sammler Otto Thott (1703–1785), Lehnsgraf auf Schloss Gavnø, überließ. Großzügig vergab Graf Thott den Kodex mit anderen Büchern an die Dänische Königliche Bibliothek. Dort wird der „Kopenhagener Psalter“ mit der Bezeichnung Folkungepsaltere unter der Signatur Thott 143, 2° verwahrt.

## Kalendarium im Kodex
Nach dem wohl nachträglich ergänzten Reliquiarium auf F 1r beginnt der Handschriftenband auf F 2r mit einem Kalendarium. Die Monats-Seiten sind oben links mit den beiden Initialen „KL“ (Kalendarium) gekennzeichnet.
Die 365 Tage des Jahres sind folgendermaßen den Monaten zugeteilt: Januar 31 Tage, Februar 28, März 31, April 30, Mai 31, Juni 30, Juli 31, August 31, September 30, Oktober 31, November 30, Dezember 31 Tage. Diese Verteilung verrät: Es ist ein Julianischer Kalender. Etwas Anderes ist kaum möglich, denn der Gregorianische Kalender wurde von Papst Gregor XIII. erst 1582 verordnet.
Eine weitere zeitliche Kategorie zählt die Dauer der Mondmonate mit durchschnittlich 29,53 Tagen – von einem Neumond bis zum nächsten. Im Kopenhagener Psalter sind die Mondmonate unterschiedlich lang, und zwar: Januar 30 Tage, Februar 29, März 30, April 30, Mai 30, Juni 30, Juli 30, August 29, September 30, Oktober 29, November 30, Dezember 29 Tage. Das Mondjahr des Kopenhagener Psalters hat also 356 Tage und ist damit neun Tage kürzer als das Sonnenjahr. Die Tagundnachtgleichen im März (Frühlingsäquinoktium) und im September (Herbstsäquinoktium) sowie Sommer- und Wintersonnenwende sind ebenfalls erwähnt.
Im Kalendarium sind Gedenktage mancher Heiliger eingetragen, die vor allem in England verehrt wurden wie Beda Venerabilis am 25. Mai und Augustinus von Canterbury am 26. Mai. Am 27. Mai ist mit kleinerer Schrift nachgetragen: „Anno d[omi]ni .M.cc.Lxxii. Obiit illustris dux Jucie Eric[us] filius Abel regis.“ (= [Am 27. Mai] Anno Domini 1272 starb der erlauchte Herzog von Jütland, Erik, der Sohn König Abels.)
| Folio | Julianischer Kalender                                                                          | Tage und Nächte |
| ----- | ---------------------------------------------------------------------------------------------- | --- |
| 2r    | Ianuarius habet dies .XXXI. & luna[m] .XXX. . Nox habet horas .VIII. Dies uero .XVI.           | Der Januar hat 31 Tage und den Mond 30 [Tage]. Die Nacht hat 8 Stunden, der Tag aber 16.                           |
| 2v    | Febr[uarius] habet dies .XXVIII. Luna[m] .XXIX. Nox habet horas .X. Dies [uero] .XIV.          | Der Februar hat 28 Tage, [den] Mond 29. Die Nacht hat 10 Stunden, der Tag [aber] 14.                               |
| 3r    | Martius habet dies .XXXI. & luna[m] .XXX. Nox habet horas .XII. Dies etiam .XII. Aequinoctium. | Der März hat 31 Tage und den Mond 30. Die Nacht hat 12 Stunden, der Tag auch 12. Tagundnachtgleiche.               |
| 3v    | Aprilis habet dies .XXX. Luna[m] .XXX. Nox habet horas .X. Dies aute[m] .XIIII.                | Der April hat 30 Tage. Mond 30. Die Nacht hat 10 Stunden, der Tag aber 14.                                         |
| 4r    | Maius habet dies .XXXI. & lunam .XXX. Nox habet horas .VIII. Dies uero .XVI.                   | Der Mai hat 31 Tage und den Mond 30. Die Nacht hat 8 Stunden, der Tag aber 16.                                     |
| 4v    | Iun[ius] habet dies .XXX. & luna[m] .XXX. Nox habet horas .VI. Dies uero .XVIII. Solstitiu[m]. | Der Juni hat 30 Tage und den Mond 30. Die Nacht hat 6 Stunden, der Tag aber 18. Am 24. Juni: (Sommer-)Sonnenwende. |
| 5r    | Iulius habet dies .XXXI. Luna[m] .XXX. Nox habet horas .VIII. Dies aute[m] .XVI.               | Der Juli hat 31 Tage. Mond 30. Die Nacht hat 8 Stunden, der Tag aber 16.                                           |
| 5v    | Augustus habet dies .XXXI. & luna[m] .XXIX. Nox habet horas .X. Dies .XIIII.                   | Der August hat 31 Tage und den Mond 29. Die Nacht hat 10 Stunden, der Tag 14.                                      |
| 6r    | Septe[m]ber habet dies .XXX. Luna[m] .XXX. Nox habet horas .XII. Dies .XII. Aequinoctium.      | Der September hat 30 Tage. Mond 30. Die Nacht hat 12 Stunden, der Tag 12. Tagundnachtgleiche.                      |
| 6v    | October habet dies .XXXI. luna[m] .XXIX. Nox habet horas .XIV. Dies .X.                        | Der Oktober hat 31 Tage. Mond 29. Die Nacht hat 14 Stunden, der Tag 10.                                            |
| 7r    | Noue[m]b[er] habet dies .XXX. & luna[m] .XXX. Nox habet horas .XVI. Dies .VIII.                | Der November hat 30 Tage und den Mond 30. Die Nacht hat 16 Stunden, der Tag 8.                                     |
| 7v    | Dece[m]ber habet dies .XXXI. & luna[m] .XXIX. Nox habet horas .XVIII. Dies .VI.                | Der Dezember hat 31 Tage und den Mond 29. Die Nacht hat 18 Stunden, der Tag 6.                                     |

## Ganzseitige Bilder im Kodex
Illuminationen auf goldenem Hintergrund beherrschen die sechzehn Seiten, die dem Kalendarium folgen. Es sind „leuchtende“ Bilder, die Szenen aus dem Leben des Jesus von Nazaret zeigen und zur theologischen Bedeutung des Christus, des Gesalbten, führen. Die Tatsache, dass F 16r weder bemalt noch beschriftet ist, stützt das Argument, diese Lage sei dem fertigen Kodex zugefügt worden. Hamel nimmt an, dass sich ursprünglich vor der Bilderfolge mit neutestamentlichen Geschichten eine weitere Lage mit sechzehn ganzseitigen Bildern alttestamentlicher Geschichten befunden hat, die möglicherweise schon im 14. Jahrhundert herausgetrennt wurde, als sich der Kodex im Besitz eines Nonnenkonvents befand.
- F 8r: Der Engel Gabriel kommt zu Maria und grüßt: „Der Herr ist mit dir!“ ← Lk 1,28 EU.
- F 8v: Die Kusinen Elisabeth und Maria umarmen sich; beide sind schwanger. ← Lk 1,39–45 (Mariä Heimsuchung).
- F 9r: Ein Engel vom Himmel verkündet drei Hirten große Freude. ← Lk 2,8–12.
- F 9v: Geburt Jesu in einem prächtigen Zimmer, nicht in einem Stall zu Bethlehem. Josef trägt einen Judenhut. ← Lk 2,4–7.
- F 10r: Drei weise Könige bei König Herodes. ← Mt 2,7f EU.
- F 10v: Drei Könige zu Pferde, begleitet von einer Taube. ← Mt 2,9.
- F 11r: Jesus auf Mariens Schoß wird von den Königen angebetet. ← Mt 2,11.
- F 11v: Herodes befiehlt den Kindermord in Bethlehem. ← Mt 2,16–18.
- F 12r: Maria und Josef fliehen – begleitet von einem auf den wegweisenden Engel zeigenden Mönch – mit dem Jesus-Kind nach Ägypten. ← Mt 2,13–15 (Flucht nach Ägypten).
- F 12v: Christus wird im Tempel zu Jerusalem präsentiert. ← Lk 2,22–24.
- F 13r: Taufe des Christus im Jordan, in dem 5 Fische schwimmen. ← Mt 3,13–17; Lk 3,21–22.
- F 13v: Ankunft in Jerusalem: Das Volk huldigt Christus, dem „Gesalbten“, der auf einem Esel in die Stadt einreitet. ← Lk 19,28–38. (Einzug in Jerusalem).
- F 14r: Judas verrät Jesus mit einem Kuss. ← Mt 26,47–49; Mk 14,43–46 EU.
- F 14v: Der Gekreuzigte zwischen Maria und Johannes. ← Mt 27,35–37; Mk 15,24–26; Lk 23,33.
- F 15r: Ein Engel zeigt drei Frauen das leere Grab. ← Mt 28,1–6; Mk 16,1–6.
- F 15v: Thronender Christus: Alpha est et Omega. Symbole der vier Evangelisten. ← Off 1,7–8 EU.
- F 16r: Dies ist eine rechte Seite; sie blieb leer.

Bilder aus dem Kopenhagener Psalter
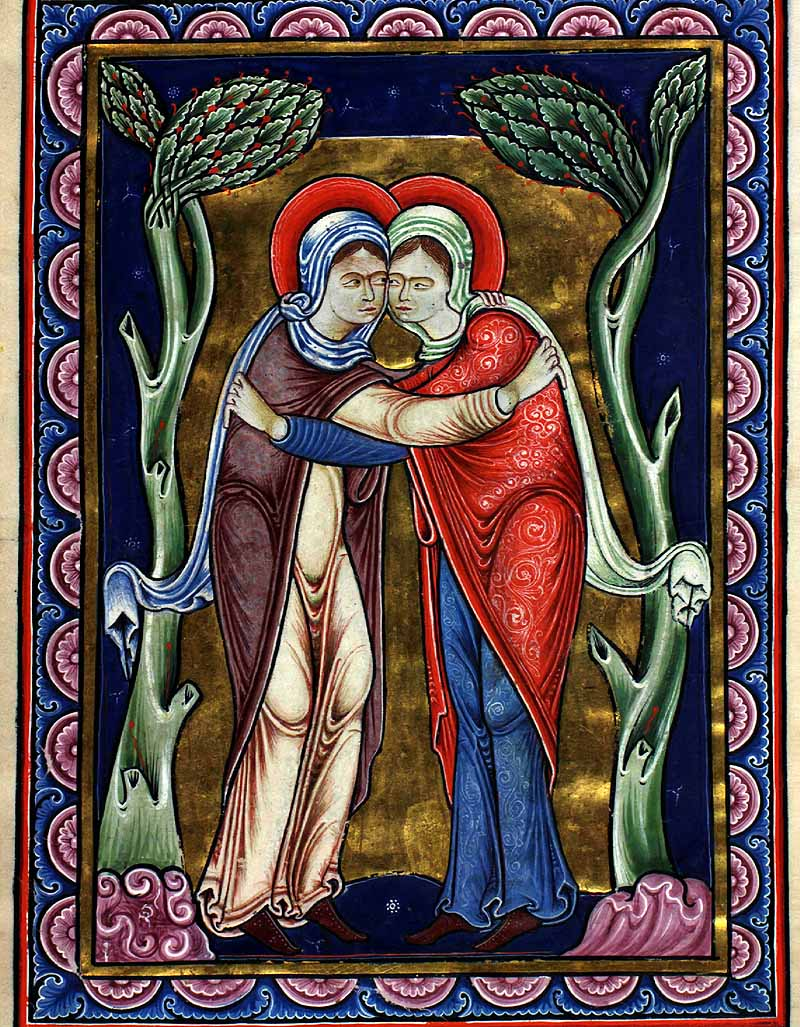
F 8v: Elisabeth und Maria
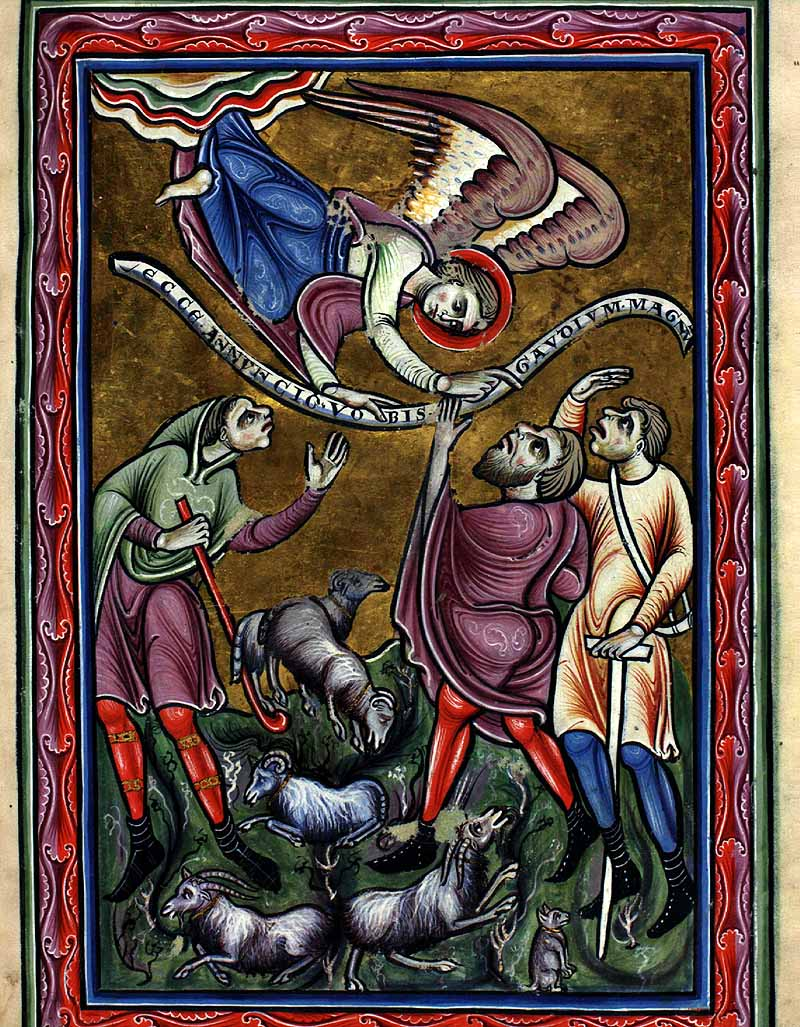
F 9r: Verkündigung an die Hirten
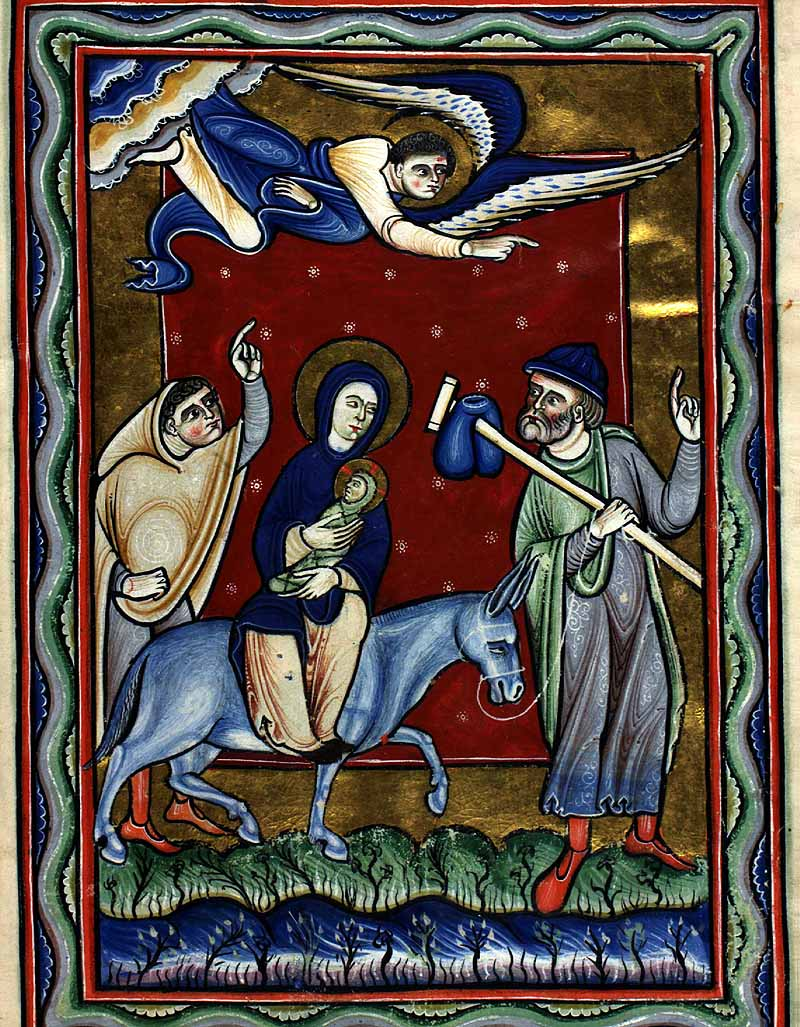
F 12r: Flucht nach Ägypten

## Gebet einer fürstlichen Frau
Der Text der linken Seite F 16v enthält das Gebet einer namentlich nicht genannten Frau („peccatrix“ = Sünderin), die eines verstorbenen „Byrgeri ducis“ (= Herzog / Jarl Birger) gedenkt. Die Identifikation dieses „dux“ Birger ist für die Datierung des Kodex wichtig. Rudolf Capell, der das Buch im 17. Jahrhundert aus einer unbekannten Quelle erwarb, notierte am Rand seine Mutmaßungen über die Identifizierung des „Byrgeri ducis“ mit Birger Jarl und die daraus und aus dem Kalendereintrag vom Tod des Herzogs Erik folgende Datierung des gesamten Buchs auf etwa 1270. Hamel hält zwar mit der späteren Forschung den Kodex insgesamt für 100 Jahre älter, zieht aber ebenfalls eine Verbindung aus beiden Daten. So sieht der die Möglichkeit, dass die dänische Königswitwe Mechthild das Gebet auf eine freie Seite des ihr von den Vorfahren ihres Mannes hinterlassenen Kodexes niederschrieb, ehe sie diesen einem Nonnenkloster schenkte. Erik Petersen datiert dagegen das Gebet Suscipe[re] digneris aufgrund der Handschrift erst in die Zeit nach Mechthilds Tod um etwa 1300. Demnach sei Byrgerus dux zwar mit Birger Jarl zu identifizieren, als die unbekannte Verfasserin des Gebets sei aber eher eine ansonsten unbekannte Tochter von Mechthild anzunehmen, die nach 1288 als Nonne in einem Kloster lebte.
| Suscipe[re] digneris sancta trinitas. hos psalmos consecratos. quos ego miserima [at]q[e] peccatrix cupio decantare inhonore nominis tui. et inhonore s[anc]te marie uirginis. [at]q[e] omniu[m] s[an]c[t]oru[m] tuoru[m]. pro me misera peccatrice. [at]q[e] pro anima patris mei. [at]q[e] matris mee. [at]q[e] p[ro] anima Byrgeri ducis. [at]q[e] p[ro] anima[bis] fr[ratroru]m meoru[m]. [at]q[e] sororu[m] mearu[m]. et omniu[m] consangineoru[m] meoru[m]. [at]q[e] omnium fr[atroru]m [at]q[e] sororu[m] [at]q[e] familiariu[m] ordinis n[ost]ri. Suscipe clemens [at]q[e] misericors d[eu]s hanc oblatione[m] psalmor[um] q[ue]m ego peccatrix t[ib]i humiliter offero. [at]q[ue] q[ui]cquid aures tue pietatis digne pulsauero m[ih]i mis[eri]c[or]diter concede. Tu enim corda omniu[m] nosc . Tu scis quid m[ih]i expediet. Concede g[rat]o ut hec oblatio psalmoru[m] ad salutem tam corporis q[a]m anime p[er]ficiant. propinquisq[ue] meis. vivis prosint adueniam. [at]q[e] defunctis ad requiem sempiternam. Amen. | Nimm gnädig – Heilige Dreifaltigkeit – diese weihevollen Psalmen an, die ich Armselige und Sünderin zur Ehre Deines Namens absingen will, auch zur Ehre der heiligen Jungfrau Maria und aller Deiner Heiligen, für mich elende Sünderin, auch für die Seele meines Vaters und [die] meiner Mutter, auch für die Seele des Herzogs Birger, auch für die Seelen meiner Brüder und meiner Schwestern und aller meiner Blutsverwandten und aller meiner Brüder und Schwestern und der Angehörigen unseres Standes. Nimm an, milder und barmherziger Gott, diesen Vortrag der Psalmen, den ich als Sünderin dir demütig anbiete. Und erlaube mir barmherzig, dass ich geziemend wiederholt an die Ohren deiner Milde klopfen werde. Denn du kennst die Herzen aller. Du weißt, was mir nützlich ist. Gewähre aus Gnade, dass dieser Vortrag der Psalmen zum Heil sowohl des Körpers als auch der Seele diene(n). Ich werde vorstellig, dass sie meinen lebenden Verwandten und auch den verstorbenen nützen zur ewigen Ruhe. Amen. |

## Der eigentliche Psalter
Die Sammlung der Psalmen beginnt auf Folio 17r mit einer grafisch komplexen Initiale B mit aufgeklebten Edelsteinen, die etwa ein Viertel der Seite einnimmt. Alle 150 Psalmen beginnen mit derartig künstlerisch gestalteten Initialen. Es fällt auf, dass viele dieser Initialen Könige und königliche Insignien darstellen. Zusammen mit der sehr ausführlichen Darstellung der heiligen drei Könige auf den Seiten der ganzseitigen Abbildungen unterstreicht das noch einmal den Befund, dass der Kopenhagener Psalter für einen König gemacht wurde. Andere Initialen verweisen auf den Inhalt des Textes, während viele skurrile Gestalten und Szenen zeigen, die nichts mit den Gebetstexten verbindet.
| F 17r | Psalm 1 |
| --- | --- |
| Beat[us] vir qui n[on] abiit in consilio impiorum: et in uia peccatorum non stetit. et in cathedra pestilenti[a]e non sedit. | Glücklich der Mann, der sich nicht in den Rat der Gottlosen verirrte und nicht auf dem Weg der Sünder stand und nicht auf dem Sessel der Pest saß. |
| Sed in lege domini uoluntas eius: et in lege eius meditabitur die ac nocte.                                                  | Sondern im Gesetz des Herrn [ruht] sein Verlangen, und in dessen Gesetz wird er sich üben Tag und Nacht.                                           |
| Et erit tanquam lignum quod plantatum est secus decursus aquarum. quod fructum suum dabit in tempore suo.                    | Und er wird wie Gehölz sein, das geradezu an einen Wasserlauf gepflanzt ist, das seine Frucht zu seiner Zeit geben wird.                           |
| Et folium ejus non defluet. & omnia qu[a]ecumque faciet, prosperabuntur.                                                     | Und sein Blatt[werk] wird nicht abfallen, und alles, was er macht, wird gedeihen.                                                                  |
| Non sic impíí, non sic. sed tanquam puluis quem proicit uentus a facie terr[a]e.                                             | Nicht so die Gottlosen, nicht so. Sondern wie Staub [sind sie], den der Wind vom Gesicht der Erde verbläst.                                        |
| Ideo non resurgunt impíí in iudicio. Neque peccatores in consilio iustorum.                                                  | Deswegen bestehen die Gottlosen nicht im Gericht. Und nicht die Sünder im Rat der Gerechten.                                                       |
| Quoniam nouit dominus uiam iustorum. & iter impiorum peribit. Psalmus dauid[is].                                             | Weil der Herr den Weg der Gerechten kannte. Und die Reise der Gottlosen [sich] verlaufen wird. Psalm Davids.                                       |

## Liturgische Gebete
Den Psalmen folgen sieben Bittgebete, zusammengestellt auf F 193v und F 194r. Diese Gebete waren bereits in der Liturgie bewährt und blieben auch später erhalten. Das öffentliche Gebet hat früh eine standardisierte Form gefunden. So ist an die Gemeinschaft eine rubrizierte Einladung gerichtet: „Or[emus]“ – Lasst uns beten! Auf die Anrede Gottes folgt eine besondere Bitte. Nach einem Gebet wird in Rot ein Alleluja-Vers vorgeschlagen. Allerdings nicht beim letzten, das unvollständig endet.
Vom folgenden ersten Gebet ist ein Vorläufer erhalten, den die Bayerische Staatsbibliothek besitzt, und zwar in einem Kodex, der ursprünglich in der Augsburger Dombibliothek stand. Der Band beginnt mit der Oration (wie unten): „Deus, cui proprium est misereri semper et parcere.“ Dem lateinischen Text folgt eine althochdeutsche Übersetzung, die gegen Ende des 9. Jahrhunderts entstand und heute als „Augsburger Gebet“ bekannt ist. Das entsprechende Folio bietet das Münchener Digitalisierungszentrum an.
| Or[emus] | Lasst uns beten |
| --- | --- |
| DEVS cui proprium est misereri semper & parcere . suscipe deprecationem n[ost]ram. & quos delictorum cathena constringit: miseratio tu[a]e pietatis absoluat. – Al[lelu]ia. | Gott, dem eigen ist, sich immer zu erbarmen und zu verschonen, nimm an unsere Abbitte. Und die, welche die Fessel der Vergehen bindet, erlöse das Erbarmen deiner Liebe. – Alleluja. |
| OMnipotens sempiterne deus qui facis mirabilia magna solus. pr[a]etende sup[er] famulos tuos & sup[er] cunctas congregationes illis comissas spiritu[m] grati[a]e salutaris. & ut in ueritate tibi complaceant: p[er]petuu[m] eis rorem tu[a]e benedictionis infunde. – Al[lelu]ia.                       | Allmächtiger ewiger Gott, Du allein tust große Wunder. Breite über deine Diener und über alle ihnen anvertrauten Versammelten den Geist der heilsamen Gnade. Und dass sie dir in Wahrheit gefallen: Gieße ihnen den beständigen Tau deines Segens ein. – Alleluja.                                                |
| PRetende d[omi]ne fidelibus tuis dexteram c[a]elestis auxilíí. ut & toto corde perquirant: & qu[a]e digne postulant consequi mereantur. – Al[lelu]ia. | Halte, Herr, vor deine Getreuen die Rechte der himmlischen Hilfe, damit sie auch mit ganzem Herzen erforschen und – was sie geziemend verlangen – zu erstreben würdig werden. – Alleluja. |
| DEus a quo s[an]c[t]a desideria recta consilia & iusta sunt opera: da seruis tuis illam qua[m] mundus dare n[on] potest pacem. ut & corda n[ost]ra mandatis tuis dedita: & hostium sublata formidine tempora sint tua p[ro]tectione tranquilla. – Al[lelu]ia.                                             | Gott, von dem heilige Wünsche, richtige Entschlüsse und gerechte Werke sind: Gib deinen Dienern jenen Frieden, den die Welt nicht geben kann. Damit auch unsere Herzen deinen Weisungen ergeben sind: und die in Feindesfurcht ertragenen Zeiten mit deinem Schutz ruhig seien. – Alleluja.                       |
| A Domo tua qu[a]esumus domine spirituales nequiti[a]e repellantur. & aeriarum discedat malignitas tempestarum. – Al[lelu]ia. | Aus deinem Haus, Herr, bitten wir Spiritualen, sollen die Nichtsnutzigkeiten entfernt werden. Und vergehen möge die Bösartigkeit der Luft-Stürme. – Alleluja. |
| ANimabus quesum[us] d[omi]ne famulorum famularu[m]q[ue] tuarum oratio p[ro]ficiat supplicantium. ut eas & a peccatis omnib[u]s exuas: & tu[a]e redemptionis facias esse participes. – Al[lelu]ia. | Den Seelen deiner Diener und Dienerinnen, Herr, [so] bitten wir, nütze das Gebet der Flehenden. Damit du sie auch von allen Sünden befreist: und du machst, dass sie Teilhaber deiner Erlösung sind. – Alleluja.                                                                                                  |
| DEVS qui es sanctorum tuoru[m] splendor mirabilis atq[ue] lapsorum sulleuator inenarrabilis: fac nos famulos tuos s[an]c[ta]e genetricis semp[er]q[ue] virginis mari[a]e & om[n]ium s[anc]torum tuor[um] ubiq[ue] tueri presidiis . necnon familiaritate atq[ue] consanquinitate nobis iunctis & [cetera] | Gott, du bist der wunderbare Glanz deiner Heiligen und der unaussprechliche Unterstützer der Gestrauchelten: Mache, dass wir, deine Diener, mit der heiligen Mutter und ewigen Jungfrau Maria & allen deinen Heiligen erhalten werden. Und ferner den uns in Freundschaft und Blutsverwandtschaft Vertrauten usw. |

Die obigen Gebete enthält auch ein Messbuch, das im 11. Jahrhundert Bischof Leofric in seiner Kathedrale zu Exeter in Gebrauch hatte. Es wurde 1883 kommentiert veröffentlicht. Folgende Orationen sind dort zu finden:
- Deus cui proprium – Mit erweitertem Wortlaut in der Messe für einen am selben Tag Verstorbenen (Missa pro defuncto in ipso die): S. 195; S. 242: Die hiesige Formulierung ist identisch.[33]
- Omnipotens sempiterne deus – Mit erweitertem Wortlaut in der Messe für den Abt und seine Kongregation.[34]
- Deus a quo sca desideria – Dieselben Worte auf S. 15; Erweitert in der Messe um die Bitte um Frieden.[35]
- Animabus quesumus domine – Dieselben Worte.[36]
- Deus, qui es sanctorum tuorum splendor mirabilis, qui hunc diem beati andreae martyris sensecrasti, da ecclesiae tuae de eius natalicio semper gaudere, ut apud misericordiam tuam exemplis eius protegamur et meritis. Per [dominum Iesum Christum].[37]
- Deus a quo s[an]c[t]a desideria – Übersetzung Martin Luthers:
Herr Gott hymelischer Vater, der du heiligen mut, guten Rad und rechte werke schaffest, / Gib deinen dienern friede, welchen die welt nicht kann geben, / auff das unsere hertzen an deinen gepoten hangen / und wir  unser zeit durch deinen schutz stille und sicher für feinden leben.[38]